# Avtovac
Avtovac är en ort i Bosnien och Hercegovina.   Den ligger i entiteten Republika Srpska, i den södra delen av landet, 80 kilometer söder om huvudstaden Sarajevo. Avtovac ligger 956 meter över havet och antalet invånare är 294.
Terrängen runt Avtovac är huvudsakligen kuperad, men söderut är den platt. Runt Avtovac är det ganska tätbefolkat, med 62 invånare per kvadratkilometer.. Närmaste större samhälle är Gacko, 4,6 kilometer nordväst om Avtovac. 
Trakten runt Avtovac består till största delen av jordbruksmark.